# Basen Islandzki

Baseny oceaniczne Atlantyku

Basen Islandzki – część Oceanu Atlantyckiego, basen oceaniczny położony w jego północnej części, ograniczony Grzbietem Reykjanes, Wzniesieniem Rockall i Wyspami Brytyjskimi. Na południu łączy się z Basenem Zachodnioeuropejskm. Maksymalna głębokość 3008 m.